# Herbert Ward (Kontrabassist)
Herbert Ward (* 1921; † 20. Februar 1994 in Kaimuki, Oʻahu) war ein US-amerikanischer Kontrabassist und Komponist.
Ward lebte mit seiner Frau, der Tänzerin Jacqueline, in New York. Nach einem Konzert in Ostberlin als Sympathisant des Kommunismus verdächtigt, ging er 1950 nach Dänemark und lebte dann zwei Jahre in Wien. Im November 1954 ersuchte er mit seiner Familie um Asyl in der Tschechoslowakei. Mit Lubomír Dorůžka und Josef Škvorecký verfasste er die Jazzrevue Really the Blues, in der er mit seiner Frau und der tschechischen Jazzband Pražský dixieland auftrat. Auch schrieb er Songs für Eva Martinová, Josef Zíma und Gustav Brom. Zudem entdeckte er den damals fünfzehnjährigen František Ringo Čech. Škvorecký setzte ihm in seiner Kurzgeschichte Pragueʼs Little Mata Hara ein literarisches Denkmal.
1966 wurde Ward Erster Bassist beim Honolulu Symphony Orchestra und zog mit seiner Familie nach Oʻahu. Er gründete dort die Ward Rafters. Er starb an einem Herzschlag.